# Fredrika Bremergymnasiet
Fredrika Bremergymnasiet är en gymnasieskola i Handen, Haninge kommun. Skolan har fått sitt namn från författarinnan Fredrika Bremer. Skolan är en av Stockholms läns största gymnasieskolor med cirka 2 100 elever och 240 anställda organiserade i ett rektorsområde.
I september 2005 invigdes nya Fredrika Bremergymnasierna i Haninge kommun. En stor ombyggnation av gymnasiet pågick under början av 2000-talet. Fredrika Bremergymnasierna bytte från och med den 1 juli 2016 organisation och inlemmar yrkesgymnasiet Fredrik med det gemensamma namnet Fredrika Bremergymnasiet under en och samma skolenhet. Omorganisationen genomfördes samtidigt som de yrkestekniska programmen flyttade in i ny byggnad.
Då gymnasierna var skilda kallades den yrkesförberedande delen Fredrik. Den låg på andra sidan om Dalarövägen.
Skolan erbjuder sedan läsåret 2016/17 följande utbildningar:
- Barn- och fritidsprogrammet
- Bygg- och anläggningsprogrammet
- El- och energiprogrammet
- Estetiska programmet
- Fordons- och transportprogrammet
- Industritekniska programmet
- Introduktionsprogrammen
- Naturvetenskapsprogrammet
- Samhällsvetenskapsprogrammet
- Teknikprogrammet
- VVS- och fastighetsprogrammet
- Vård- och omsorgsprogrammet

Hotell- och restaurangsskolan Riksäpplet ligger en bit bort, nära Handens pendeltågsstation.
Fredrika Bremergymnasiet ligger nära Torvalla sportcentrum och bedriver sin idrottsundervisning i Torvalla i Handen.
Fredrika Bremergymnasiets huvudbyggnad hade innan ombyggnaden samma planlösning som Kongahällagymnasiet i Kungälv, förutom att Fredrika Bremergymnasiet var byggt i suterräng och således hade ett bottenplan i en del av byggnaden.